# Jesus College (Cambridge)
Jesus College – jedno z kolegiów (ang. colleges) Uniwersytetu w Cambridge w Anglii, ufundowane w roku 1448.
Podobnie jak wszystkie pozostałe 30 kolegiów, Jesus jest niezależną, samorządną instytucją, dysponującą własnym majątkiem i samodzielnie pozyskującą fundusze oraz prowadzącą nabór studentów.
Pełna, oficjalna nazwa kolegium to: „Kolegium Błogosławionej Dziewicy Maryi, Świętego Jana Ewangelisty i chwalebnej Dziewicy Świętej Radegundy koło Cambridge” (The College of the Blessed Virgin Mary, Saint John the Evangelist and the glorious Virgin Saint Radegund, near Cambridge). 

## Historia
Kolegium zostało ufundowane w roku 1496 przez Johna Alcocka, biskupa Ely, w budynkach po zlikwidowanym XII-wiecznym żeńskim klasztorze benedyktyńskim pod wezwaniem św. Marii i św. Radegundy. Akt założycielski stwierdzał, że członkami kolegium mieli być rektor (Master), sześciu wykładowców (Fellows) i sześciu „chłopców” (boys). Pierwszym rektorem Jesus College został w roku 1497 William Chubbes. 
Oficjalna nazwa kolegium nawiązuje do patronek klasztoru, po którym odziedziczyło ono budynki i grunty, oraz do patrona Alcocka. Chociaż w akcie założenia z roku 1496 nie ma żadnej wzmianki o jego używanej powszechnie do dziś nazwie Jesus College, wiele wskazuje na to, że intencją Alcocka było, aby kolegium było znane pod takim właśnie określeniem: wezwanie kościoła odziedziczonego po klasztorze zostało zmienione na Imienia Jezus, a nazwa Jesus College pojawia się już w niektórych najstarszych zachowanych dokumentach, obok nazwy właściwej, także opis pierwszej pieczęci kolegium wymienia jedynie imiona Jezusa, Marii i św. Jana, a droga (obecnie ulica) prowadząca z Cambridge do Barnwell, przy której znajduje się kolegium, nosiła już od roku 1497 nazwę Jesus Lane. 
Pomiędzy rokiem 1513 a 1515 James Stanley, kolejny biskup Ely, nadał kolegium pierwszy statut, ustalając liczbę jego członków (fellows) na ośmiu. Ponadto Jesus College miało kształcić czterech młodzian (juvenes) i czterech chłopców do posługi kościelnej i śpiewu w chórze; najzdolniejsi z nich mieli po ukończeniu kursu gramatyki zostawać studentami sztuk wyzwolonych. Działalność ta była tak ważnym elementem misji kolegium, że gdy po reformie studiów w roku 1549 zrezygnowano na uniwersytecie z nauczania gramatyki w ramach trivium, uczyniono wyjątek dla Jesus, gdzie szkolny kurs gramatyki prowadzono do 1570 roku. Na początku XVI wieku Jesus należało do najbiedniejszych kolegiów – uposażenie jego członków było najniższe na uniwersytecie, co powodowało trudności w znalezieniu chętnych do objęcia ich stanowisk. Chociaż ta sytuacja finansowa poprawiła się w okresie panowania Elżbiety I, to aż do późnych lat XIX wieku należało ono do kolegiów najmniejszych i najgorzej uposażonych . Pomiędzy rokiem 1560 a 1860 kolegium kształciło przede wszystkim kler dla Kościoła Anglii . 
W okresie reformacji wielu członków Jesus College zaangażowało się w działalność polityczną, naukową i religijną na rzecz tego nowego ruchu, choć postawy konserwatywne były tu spotykane częściej niż w innych kolegiach. Trzech członków kolegium – Thomas Cranmer, John Bale i Thomas Goodrich – wzięło udział w tłumaczeniu i redagowaniu nowego wydania Biblii (nazywanego później m.in. Biblią Cranmera). Jesus College pozostawało na uboczu konfliktu religijnego, który wstrząsał uniwersytetem przez całe stulecie, obejmujące przełom XVI i XVII wieku. Wynikało to z faktu, że z jednym wyjątkiem wszyscy jego członkowie opowiedzieli się jednoznacznie po stronie umiarkowanego anglikanizmu.
W trakcie angielskiej wojny domowej członkowie Jesus College stanęli po stronie monarchii, podobnie jak reszta Uniwersytetu w Cambridge. W roku 1642 kolegium wsparło finansowo króla Karola I, przekazując mu swoje srebra (1201 uncji, czyli ok. 37,5 kg). W odwecie Oliver Cromwell kazał uwięzić i przewieźć do londyńskiej Tower rektora Richarda Sterne’a. W listopadzie 1643 roku większość wykładowców opuściła Cambridge, a wkrótce potem budynki kolegium zamieniono w koszary wojsk Cromwella. Purytanie zdewastowali wchodzącą w ich skład kaplicę, niszcząc jej wystrój i witraże (wcześniej członkowie kolegium zdołali ukryć przed nimi organy i naczynia liturgiczne, zakopując je w ogrodzie rektora). Pomimo tych wydarzeń, przez cały okres wojny Jesus kształciło studentów.
W roku 1671 Tobias Rustat ufundował specjalne stypendium dla synów zmarłych pastorów anglikańskich, dające im możliwość odbycia studiów licencjackich i magisterskich, by następnie mogli uzyskać święcenia kościelne. Stypendystów było ośmiu (z biegiem lat ich liczba doszła do 17) i stanowili oni odrębną społeczność w obrębie kolegium, wyróżniającą się między innymi kolorem tog akademickich. Znanymi stypendystami byli Samuel Taylor Coleridge i David Hartley. Stypendium Rustata utrwalało charakter kolegium jako miejsca kształcenia kleru anglikańskiego .
Przełomowym okresem w historii Jesus College była druga połowa XIX wieku. Rozwój, jaki wówczas nastąpił, był zasługą jego członka (od roku 1860) i rektora (1865–1912) – Henry’ego Arthura Morgana. Jego sposobami na przyciągnięcie studentów okazało się podniesienie poziomu zaufania między ich rodzicami a wykładowcami oraz nacisk na osiągnięcia studenckich drużyn sportowych. Morgan angażował się też w reformy obejmujące w tym okresie cały uniwersytet i polegające między innymi na poszerzeniu spektrum studiów i badań, rezygnację z obowiązkowej nauki greki, porzucenie zasady utrzymywania celibatu przez członków kolegiów oraz dopuszczenie kobiet do zdobywania tytułów naukowych. Dzięki tym działaniom liczba studentów w roku 1881 była siedmiokrotnie większa niż jeszcze 20 lat wcześniej, co uczyniło Jesus trzecim pod względem wielkości kolegium uniwersytetu. Do rozwoju przyczynił się też znaczny wzrost jego dochodów dzięki sprzedaży rozległych terenów odziedziczonych po klasztorze benedyktynek – zapotrzebowanie na grunty wzrosło w tym okresie istotnie ze względu na rozwój kolei i budownictwa  .
W latach 70. XX wieku zaczęto przyjmować do Jesus College kobiety: najpierw (w roku 1976) jako członków, a następnie jako studentki studiów magisterskich (1977) i licencjackich (1979) .

## Struktura i władze
Za działalność kolegium odpowiadają rektor (Master) i członkowie (Fellows). Głową społeczności kolegium jako całości jest prezes (President) wybierany przez członków na trzyletnią kadencję. Nadzór i zarządzanie sprawami kolegium spoczywa na jego radzie (College Council) .

## Współczesność
Kolegium przyjmuje studentów na wszystkie kierunki dostępne na uniwersytecie. Studenci przyjmowani są niezależnie od kraju pochodzenia. W roku akademickim 2015–16 w Jesus studiowało 527 studentów studiów licencjackich, 94 – magisterskich i 191 – doktoranckich .
Według rankingu Tompkins Table, szeregującego kolegia Uniwersytetu w Cambridge, według wyników uzyskiwanych od roku 1997 na egzaminach przez ich członków będących studentami studiów licencjackich, Jesus zajęło w 2017 roku 14. miejsce – 28,1% jego studentów uzyskało najwyższe noty (Firsts) . Najwyższą – 4. – pozycję kolegium zajęło w roku 2014, a średnia zajmowana pozycja to 10,1.
Roczne koszta utrzymania kolegium wyniosły w roku akademickim 2015–16 12,90 mln £, a przychód – 14,57 mln £. Wartość należących do Jesus aktywów wynosiła w tymże roku ponad 309 mln £ .
Kolegium siostrzanym dla Jesus w Uniwersytecie Oksfordzkim jest Jesus College. 

## Znani absolwenci i członkowie
Trzech członków kolegium zostało laureatami nagrody Nobla:
| Noblista               | Dziedzina | Rok  |
| ---------------------- | --------- | ---- |
| Philip Warren Anderson | Fizyka    | 1977 |
| Peter D. Mitchell      | Chemia    | 1978 |
| Eric Maskin            | Ekonomia  | 2007 |

Absolwentami Jesus College byli między innymi:
- Jacob Bronowski
- Samuel Taylor Coleridge
- Thomas Cranmer
- David Hartley
- Thomas Malthus
- Roger Scruton
- Laurence Sterne

## Budynki
Kolegium zajmuje teren w północnej części centrum Cambridge. Od rzeki Cam oddziela je na północy park Jesus Green. Cechą charakterystyczną Jesus College jest duża ilość zieleni – 24 akry (prawie 10 hektarów) terenów sportowych i ogrodów.

### Brama Główna (Gate Tower)

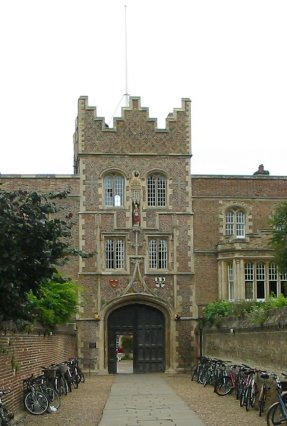
Brama Główna z prowadzącymi do niej „kominami”

Brama prowadząca na pierwszy dziedziniec Jesus College ma typową dla najstarszych kolegiów Cambridge formę czworokątnej wieży. Spośród innych wież-bram wyróżnia ją brak ośmiokątnych wieżyczek w każdym z jej rogów. Bramę wybudowano w pierwszych latach istnienia kolegium. Na jej łuku umieszczono herby króla Henryka VII, który potwierdził akt utworzenia Jesus College, oraz biskupstwa Ely i Johna Alcocka. W niszy zajmującej środkową część wieży, nad łukiem bramy, umieszczono w późniejszych latach posąg założyciela kolegium . 
Otoczony murami chodnik prowadzący do bramy z ulicy Jesus Lane nazywany jest tradycyjnie Chimneys (pol. Kominy). Pochodzenie tej nazwy nie jest pewne: wzięto ją albo od zdobiących przez pewien czas wieżę kominów, albo od dawnego francuskiego słowa cheminée oznaczającego przejście .

### Kaplica (Chapel)

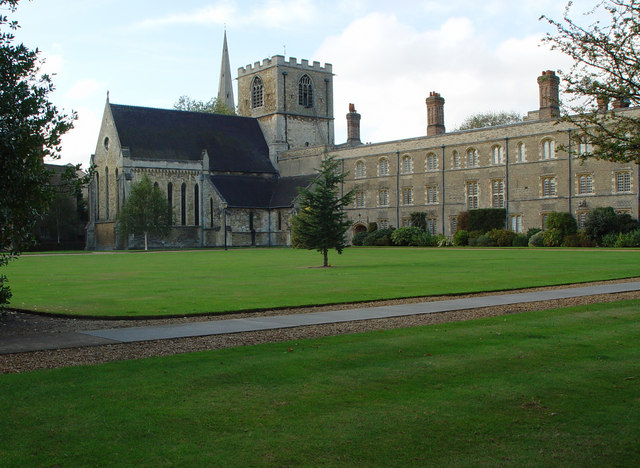
Kaplica kolegium

Wzniesiona z kamienia w pierwszej połowie XIII wieku kaplica jest pamiątką po klasztorze, na którego terenie ono powstało. Stanowi przykład wczesnego gotyku angielskiego i jest najstarszą kaplicą uniwersytecką w Cambridge. Ponieważ jej wielkość przekraczała potrzeby Jesus, została ona przebudowana jeszcze za czasów Alcocka: skrócono ją, adaptując zachodnią nawę na pomieszczenia mieszkalne, oraz zwężono, likwidując kaplice w transeptach. W roku 1815 odkryto w kaplicy oryginalne XII-wieczne sakrarium . W latach 1846–47 pod kierownictwem Augustusa Pugina wykonano remont kaplicy, rekonstruując przy tym jej wschodnią ścianę i dach na podstawie zachowanych opisów.

## Herb kolegium
Kolegium otrzymało swój herb w roku 1575 na wniosek rektora, Thomasa Ishella. Widniejące na nim głowy kogutów są rebusem, ukrywającym nazwisko założyciela (ang. cock oznacza koguta). W XVI wieku na czarnym pasie oddzielającym głowy umieszczano mitrę biskupią, jednak później zrezygnowano z tego elementu.